# Madeleine Sackler
Pour les articles homonymes, voir Sackler.
Madeleine Sackler, née en 1983, est une réalisatrice, monteuse et productrice américaine.
Elle a reçu un Emmy en 2015 et a été nommée pour un deuxième en 2020.

## Liminaire
Son grand-père, Raymond Sackler, est l'un des trois frères Sackler qui ont créé et été propriétaires de la société Purdue Pharma. Héritière, elle a été critiquée pour sa fortune familiale, qui découle principalement de la vente et de la fabrication de l'opioïde pharmaceutique hautement addictif Oxycontin, qui a été un médicament de premier plan dans la crise des opioïdes. Sa famille est présentée dans le documentaire The Crime of the Century (en) sur HBO.
Les films de Sackler traitent de thèmes tels que l'éducation publique, la censure et la dictature, l'incarcération et la réhabilitation,,. Son style cinématographique est décrit comme sombre et révélateur.

## Biographie
Madeleine Sackler naît en 1983 et grandit à Greenwich, au Connecticut. Elle suit les cours au lycée public puis fréquente l'université Duke où elle étudie la biopsychologie et envisage de poursuivre médecine. Elle est également intéressée par la lecture, l'écriture et la photographie. Sackler intègre ces intérêts dans son passage à Duke avec une mineure en anglais, un cours optionnel de photographie et la création d'un court métrage documentaire en tant qu'étude indépendante.
Après avoir obtenu son diplôme de l'université Duke, Sackler utilise ses compétences en logiciels informatiques pour commencer une carrière de monteuse de films. Elle réalise son premier documentaire intitulé The Lottery en 2010. Sackler a depuis tourné plus de documentaires, y compris les ''Dangerous Acts Starring the Unstable Elements of Belarus et It's a Hard Truth, Ain't It,,. Elle termine la production de son premier film de fiction intitulé O.G. en 2018. Sackler a également produit certains de ses propres films, et est la fondatrice d'une société de production, Great Curve Films.
Après avoir été monteuse de films, Madeleine Sackler réalise des films documentaires. Son premier film est le documentaire The Lottery. D'autres documentaires suivent, dont Dangerous Acts Starring the Unstable Elements of Belarus et It's a Hard Truth, Ain't It,,. En 2018, Sackler sort son premier film de fiction, O.G., publié par HBO, avec Jeffrey Wright et Theothus Carter dans les rôles principaux.

## Œuvre cinématographique

### It's a Hard Truth, Ain't It
En août 2020, Kareem Burke, de la Roc-A-Fella Records, annonce sur les réseaux sociaux une nomination aux Emmy Awards pour It's a Hard Truth, Ain't It. Kareem Burke a co-dirigé et produit le projet, présenté en première au Festival du film de Tribeca 2018 aux côtés de O.G., un autre film qui a été produit au Pendleton Correctional Facility (en) dans l'Indiana au cours de la même période. It's a Hard Truth, Ain't It documente treize hommes incarcérés alors qu'ils étudient le cinéma tout en explorant un processus thérapeutique sur la façon dont ils ont atterri en prison avec de longues peines. Les hommes ont tous été crédités comme réalisateurs du film. Plusieurs de ces treize hommes ont également été choisis comme acteurs pour la première fois dans O.G., ayant l'opportunité de travailler avec Jeffrey Wright, acteur primé aux Tony, aux Golden Globe et aux Emmy. It's a Hard Truth, Ain't It est le premier documentaire largement diffusé réalisé par des hommes toujours incarcérés dans une prison à sécurité maximale.

### The Lottery(2010)
The Lottery est un documentaire réalisé par Sackler. Le film suit quatre familles qui espèrent inscrire leurs enfants dans une charter school, la Harlem Success Academy à New York. Bien qu'il ait été prouvé que l'école à charte fournissait une éducation supérieure aux écoles publiques, il n'y a que 475 places pour plus de 3 000 candidats. Dans ce film, Sackler se concentre sur les politiques de pouvoir qui sont intégrées dans l'éducation publique et la controverse qui s'ensuit. Elle soutient que cette « loterie » de l'école à charte est le résultat de la corruption dans le système d'éducation publique. En plus d'exposer le système éducatif public, The Lottery met l'accent sur l'écart de réussite entre les élèves issus des minorités et les élèves blancs, ainsi que sur l'oppression des élèves et des familles appartenant à des minorités dans l'enseignement public.

### Duke 91&92: Back to Back(2012)
Duke 91&92: Back to Back est un documentaire pour Turner Sports produit et réalisé par Sackler et Amy Unell en 2012 et dont les producteurs exécutifs sont Grant Hill et Christian Laettner. Le documentaire met en évidence et dos à dos les Championnats nationaux consécutifs gagnés par l'équipe universitaire Blue Devils de Duke en 1991 et 1992 et les championnats de la NCAA.

### Dangerous Acts Starring the Unstable Elements of Belarus(2013)
Dangerous Acts Starring the Unstable Elements of Belarus est un documentaire d'observation réalisé par Sackler pour HBO,. Le film est lauréat de l'Emmy 2015 pour la programmation artistique et culturelle exceptionnelle,. Sackler commence la production du film en Biélorussie pendant l'été 2010. Elle rassemble des images du Belarus Free Theatre, une troupe de théâtre clandestine censurée et jugée illégale par le gouvernement biélorusse. Dans le documentaire, Sackler capture les performances du groupe de théâtre, ainsi que leur vie quotidienne et la lutte menée sous ce qu'ils considèrent comme un contrôle totalitaire. Sackler filme également des moments politiques tendus ; six mois après le tournage, la Biélorussie connait une élection présidentielle qui aboutit à ce qu'Alexandre Loukachenko, le « dernier dictateur d'Europe », remporte un quatrième mandat consécutif à la présidence contre le candidat démocrate Andreï Sannikov. Après les élections, des émeutes éclatent voyant s'affronter des citoyens avec la police, résultant à des arrestations, dont des candidats de l'opposition. Plusieurs membres du Belarus Free Theatre sont aussi impliqués et certains membres fuient pour des pays comme l'Angleterre et l'Amérique. Cette élection mouvementée a changé le documentaire de Sackler des thèmes de la dictature, du pouvoir et de la censure, aux sujets de l'exil, de la famille et du chez-soi,.
En raison du climat politique en Biélorussie, les images et les interviews qui ont été effectuées pour le documentaire ont dû être enregistrées dans le secret et transférées clandestinement hors des frontières de la Biélorussie afin d'éviter d'être repérées et confisquées par le gouvernement,.

### O.G.etIt's a Hard Truth, Ain't It(2018)
Sackler a réalisé deux films qui ont été entièrement tournés en prison. L'un est un drame fictif intitulé O.G. et le second est un documentaire de style cinéma vérité intitulé It's a Hard Truth, Ain't It. Sackler et son équipe de production ont filmé dans l'établissement correctionnel de Pendleton dans l'Indiana. C'est la première fois qu'un film de fiction et de non-fiction est entièrement tourné dans une prison de niveau 4.
O.G. est le premier film de fiction de Sackler dont elle est la réalisatrice et productrice. Il présente plus de cent vingt détenus en tant qu'acteurs principaux et figurants, ainsi que des dizaines de gardiens. L'intrigue suit un détenu plus âgé, joué par Jeffrey Wright, qui, sur le point de sortir, se lie d'amitié avec un détenu plus jeune. Le rôle du plus jeune détenu a été joué par un véritable détenu, Theothus Carter, qui était en prison pour trafic de drogue et combat. Le scénario de O.G. a été calqué sur les expériences réelles des détenus. Le film a été crédité comme ne suivant pas les clichés traditionnels des films de prison, tels qu'un gardien pervers, une scène de viol ou un segment d'isolement cellulaire, mais se concentrant plutôt sur la prison en tant que village. Sackler s'est intéressée au système carcéral en filmant son premier documentaire The Lottery, sur le système d'éducation publique. Le lien entre l'éducation, ou son absence, et l'incarcération l'a inspirée à créer O.G., coproduit par la société Smokehouse Pictures de George Clooney et Grant Heslov. En 2019, HBO a acheté les droits du film.

#### It's a Hard Truth, Ain't It
It's a Hard Truth Ain't It est un documentaire de style cinéma vérité réalisé et produit par Sackler. Pendant la période de production de cinq ans du film O.G., Sackler a simultanément enregistré des interviews et dirigé un atelier de réalisation de documentaires pour les détenus du Pendleton Correctional Facility (en). It's a Hard Truth, Ain't It présente des images et des interviews de détenus, ainsi qu'une animation de Yoni Goodman.
Wright était mal à l'aise avec les sources de financement du film. Selon le livre de Patrick Radden Keefe, Empire of Pain: The Secret History of the Sackler Dynasty, Wright a écrit une lettre à Sackler avant la première de O.G. dans laquelle il exprime ses interrogations.

## Filmographie
| Année | Titre                                                    | Rôle                      | Remarques                                                                                              |
| ----- | -------------------------------------------------------- | ------------------------- | --- |
| 2010  | The Lottery                                              | Réalisatrice              | Documentaire, présélectionné pour les Oscars 2011                                                      |
| 2012  | Duke 91&92: Back to Back                                 | Réalisatrice              | Documentaire                                                                                           |
| 2013  | Dangerous Acts Starring the Unstable Elements of Belarus | Réalisatrice              | Documentaire, lauréat du Prix Emmy pour une programmation artistique et culturelle exceptionnelle 2015 |
| 2018  | O.G.                                                     | Réalisatrice, productrice | Film narratif                                                                                          |
| 2018  | It's a Hard Truth, Ain't It                              | Réalisatrice, productrice | Documentaire                                                                                           |

## Récompenses et nominations
Le premier film de Sackler, The Lottery, a été sélectionné pour un Oscar en 2011. Son deuxième film Dangerous Acts Starring the Unstable Elements of Belarus a remporté le prix de la programmation artistique et culturelle exceptionnelle aux News &amp; Documentary Emmy Awards.
En août 2020, Sackler a reçu une nomination aux Emmy Awards pour la réalisation du documentaire de HBO, It's a Hard Truth, Ain't It, marquant la première fois que quelqu'un est en prison, le film a été co-réalisé par treize hommes à l'intérieur du centre correctionnel de Pendleton, a fait un film nommé.